# لودویک کویستین
لودویک کویستین (فرانسوی: Ludovic Quistin‎; ۲۴ مهٔ ۱۹۸۴ – ۲۸ مهٔ ۲۰۱۲ ) بازیکن فوتبال اهل فرانسه بود.
از باشگاه‌هایی که در آن بازی کرده‌است می‌توان به باشگاه فوتبال ابسفلیت یونایتد، باشگاه فوتبال تاموورث، باشگاه فوتبال بیلریکای، باشگاه فوتبال گرایس اتلتیک، باشگاه فوتبال بوستون یونایتد، باشگاه فوتبال هاوانت و واترلوویل، باشگاه فوتبال یونایتد آف منچستر، باشگاه فوتبال توتینگ اند میتچام یونایتد، باشگاه فوتبال هارلو تاون، باشگاه فوتبال کارشالتون اتلتیک، و باشگاه فوتبال وستون سوپر مار اشاره کرد.
وی همچنین در تیم ملی فوتبال گوادلوپ بازی کرده‌است.